# Dịch vụ lưu trữ web

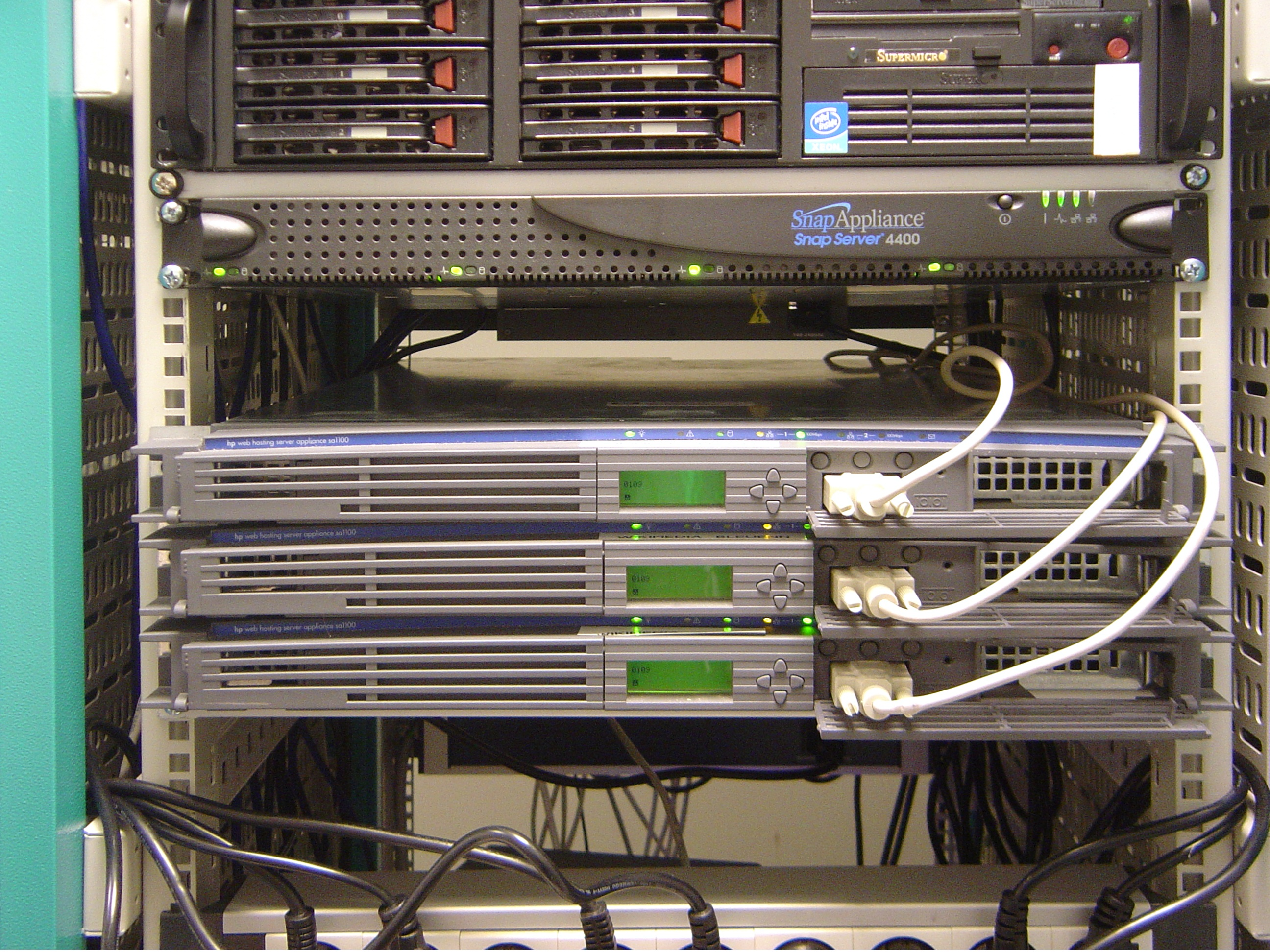
Một ví dụ về máy chủ gắn trên giá

Dịch vụ lưu trữ web là một loại dịch vụ lưu trữ Internet cho phép các cá nhân và tổ chức truy cập trang web của họ thông qua World Wide Web. Máy chủ web là các công ty cung cấp không gian trên máy chủ do khách hàng sở hữu hoặc cho thuê để sử dụng, cũng như cung cấp kết nối Internet, thường là trong một trung tâm dữ liệu. Máy chủ web cũng có thể cung cấp không gian trung tâm dữ liệu và kết nối Internet cho các máy chủ khác nằm trong trung tâm dữ liệu của họ, được gọi là colocation, còn được gọi là Housing tại Châu Mỹ Latinh hoặc Pháp.

## Lịch sử
Cho đến năm 1991, Internet bị hạn chế chỉ sử dụng ... cho nghiên cứu và giáo dục về khoa học và kỹ thuật...  và được sử dụng cho lưu lượng email, telnet, FTP và USENET - nhưng chỉ có một số lượng nhỏ trang web. Các giao thức World Wide Web chỉ mới được viết  và mãi đến cuối năm 1993, mới có một trình duyệt web đồ họa cho máy tính Mac hoặc Windows. Ngay cả sau khi có một số mở truy cập internet, tình hình khá nhầm lẫn cho đến năm 1995.
Để lưu trữ một trang web trên internet, một cá nhân hoặc công ty sẽ cần máy tính hoặc máy chủ của riêng họ. Vì không phải tất cả các công ty đều có ngân sách hoặc chuyên môn để làm việc này, các dịch vụ lưu trữ web bắt đầu cung cấp để lưu trữ trang web của người dùng trên máy chủ của họ, mà không cần khách hàng phải sở hữu cơ sở hạ tầng cần thiết để vận hành trang web. Chủ sở hữu của các trang web, còn được gọi là quản trị trang web, có thể tạo một trang web sẽ được lưu trữ trên máy chủ của dịch vụ lưu trữ web và được dịch vụ lưu trữ web xuất bản lên web.
Khi số lượng người dùng trên World Wide Web tăng lên, áp lực cho các công ty, cả lớn và nhỏ, phải có sự hiện diện trực tuyến tăng lên. Đến năm 1995, các công ty như GeoCities, Angelfire và Tripod đã cung cấp dịch vụ lưu trữ web miễn phí.

## Phân loại

### Dịch vụ lưu trữ nhỏ hơn
Cơ bản nhất là trang web và lưu trữ tệp quy mô nhỏ, nơi các tệp có thể được tải lên qua Giao thức truyền tệp (FTP) hoặc giao diện Web. Các tệp thường được gửi đến Web "nguyên trạng" hoặc xử lý tối thiểu. Nhiều nhà cung cấp dịch vụ Internet (ISP) cung cấp dịch vụ này miễn phí cho các thuê bao. Các cá nhân và tổ chức cũng có thể có được trang web lưu trữ từ các nhà cung cấp dịch vụ thay thế.
Dịch vụ lưu trữ web miễn phí được cung cấp bởi các công ty khác nhau với các dịch vụ hạn chế, đôi khi được hỗ trợ bởi quảng cáo và thường bị giới hạn khi so sánh với lưu trữ trả phí.
Lưu trữ trang đơn nói chung là đủ cho các trang web cá nhân. Lưu trữ trang web cá nhân thường miễn phí, được tài trợ quảng cáo hoặc không tốn kém. Lưu trữ trang web kinh doanh thường có chi phí cao hơn tùy thuộc vào kích thước và loại trang web.

### Dịch vụ lưu trữ lớn hơn
Nhiều công ty lớn không phải là nhà cung cấp dịch vụ Internet cần được kết nối vĩnh viễn với web để gửi email, tệp, v.v. đến các trang web khác. Công ty có thể sử dụng máy tính như một máy chủ trang web để cung cấp chi tiết về hàng hóa và dịch vụ và phương tiện của họ cho các đơn đặt hàng trực tuyến.
Một trang web phức tạp yêu cầu một gói toàn diện hơn cung cấp hỗ trợ cơ sở dữ liệu và nền tảng phát triển ứng dụng (ví dụ: ASP.NET,, ColdFusion, Java EE, Perl/Plack, PHP hoặc Ruby on Rails). Các cơ sở này cho phép khách hàng viết hoặc cài đặt tập lệnh cho các ứng dụng như diễn đàn và quản lý nội dung. Ngoài ra, Secure Sockets Layer (SSL) thường được sử dụng cho các trang web muốn giữ dữ liệu được truyền an toàn hơn.

## Các loại lưu trữ

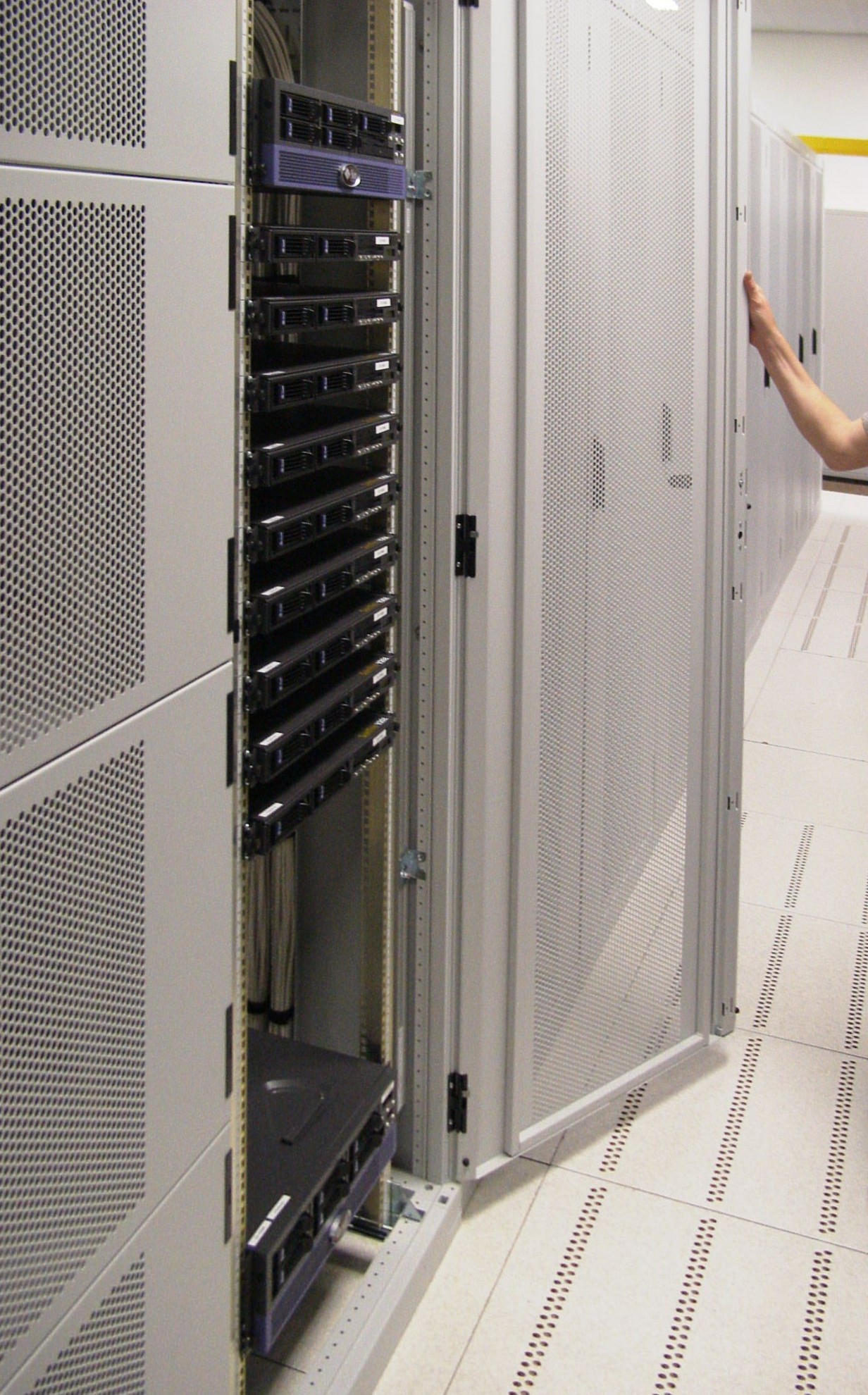
Một "giá đỡ" máy chủ điển hình thường thấy trong các trung tâm colocation

Dịch vụ lưu trữ Internet có thể chạy các máy chủ Web. Phạm vi của các dịch vụ lưu trữ web rất khác nhau.

### Dịch vụ lưu trữ web chia sẻ
Trang web của một người được đặt trên cùng một máy chủ như nhiều trang web khác, từ một vài trang web đến hàng trăm trang web. Thông thường, tất cả các miền có thể chia sẻ một nhóm tài nguyên máy chủ chung, chẳng hạn như RAM và CPU. Các tính năng có sẵn với loại dịch vụ này có thể khá cơ bản và không linh hoạt về phần mềm và cập nhật. Các đại lý thường bán lưu trữ web chia sẻ và các công ty web thường có tài khoản đại lý để cung cấp lưu trữ cho khách hàng.

### Lưu trữ web đại lý
Cho phép khách hàng tự trở thành máy chủ web. Các đại lý có thể hoạt động, đối với các tên miền riêng lẻ, dưới bất kỳ sự kết hợp nào của các loại lưu trữ được liệt kê này, tùy thuộc vào người mà họ được liên kết với tư cách là người bán lại. Tài khoản của người bán lại có thể rất khác nhau về kích thước: họ có thể có máy chủ chuyên dụng ảo của riêng họ cho một máy chủ được tạo ra. Nhiều đại lý cung cấp một dịch vụ gần như giống hệt với gói lưu trữ chia sẻ của nhà cung cấp của họ và tự cung cấp hỗ trợ kỹ thuật.

### Máy chủ chuyên dụng ảo
Còn được gọi là Máy chủ riêng ảo (virtual private server - VPS), phân chia tài nguyên máy chủ thành máy chủ ảo, nơi tài nguyên có thể được phân bổ theo cách không phản ánh trực tiếp phần cứng bên dưới. VPS thường sẽ được phân bổ tài nguyên dựa trên một máy chủ cho nhiều mối quan hệ VPS, tuy nhiên việc ảo hóa có thể được thực hiện vì một số lý do, bao gồm khả năng di chuyển một container VPS giữa các máy chủ. Người dùng có thể có quyền truy cập root vào không gian ảo của riêng họ. Khách hàng đôi khi chịu trách nhiệm vá và bảo trì máy chủ (máy chủ không được quản lý) hoặc nhà cung cấp VPS có thể cung cấp các tác vụ quản trị máy chủ cho khách hàng (máy chủ được quản lý).

### Dịch vụ lưu trữ chuyên dụng
Người dùng có được máy chủ Web của riêng mình và có toàn quyền kiểm soát nó (người dùng có quyền truy cập root để truy cập Linux / quản trị viên cho Windows); tuy nhiên, người dùng thường không sở hữu máy chủ. Một loại lưu trữ dành riêng là tự quản lý hoặc không được quản lý. Đây thường là ít tốn kém nhất cho các kế hoạch dành riêng. Người dùng có toàn quyền truy cập quản trị vào máy chủ, điều đó có nghĩa là khách hàng chịu trách nhiệm bảo mật và bảo trì máy chủ chuyên dụng của riêng mình.

### Dịch vụ lưu trữ được quản lý
Người dùng có được máy chủ Web của riêng mình nhưng không được phép kiểm soát hoàn toàn (người dùng bị từ chối quyền truy cập root đối với quyền truy cập Linux / quản trị viên cho Windows); tuy nhiên, họ được phép quản lý dữ liệu của mình thông qua FTP hoặc các công cụ quản lý từ xa khác. Người dùng không được phép kiểm soát hoàn toàn để nhà cung cấp có thể đảm bảo chất lượng dịch vụ bằng cách không cho phép người dùng sửa đổi máy chủ hoặc có khả năng tạo ra sự cố cấu hình. Người dùng thường không sở hữu máy chủ. Máy chủ được cho khách hàng thuê.

### Dịch vụ lưu trữ web Colocation
Tương tự như dịch vụ lưu trữ web chuyên dụng, nhưng người dùng sở hữu máy chủ colo; công ty lưu trữ cung cấp không gian vật lý mà máy chủ chiếm và chăm sóc máy chủ. Đây là loại dịch vụ lưu trữ web mạnh mẽ và đắt tiền nhất. Trong hầu hết các trường hợp, nhà cung cấp dịch vụ colocation có thể cung cấp ít hoặc không hỗ trợ trực tiếp cho máy của khách hàng của họ, chỉ cung cấp các thiết bị điện, truy cập Internet và lưu trữ cho máy chủ. Trong hầu hết các trường hợp cho colo, khách hàng sẽ có quản trị viên riêng của mình truy cập trung tâm dữ liệu trên trang web để thực hiện bất kỳ nâng cấp hoặc thay đổi phần cứng nào. Trước đây, nhiều nhà cung cấp colocation sẽ chấp nhận bất kỳ cấu hình hệ thống để lưu trữ, thậm chí những người đặt trong máy tính để bàn kiểu minitower, nhưng hầu hết các host hiện nay yêu cầu rack mount enclosures và cấu hình hệ thống tiêu chuẩn.

### Lưu trữ đám mây
Đây là một loại nền tảng lưu trữ mới cho phép khách hàng lưu trữ mạnh mẽ, có thể mở rộng và đáng tin cậy dựa trên các máy chủ cân bằng tải và thanh toán tiện ích. Một trang web lưu trữ đám mây có thể đáng tin cậy hơn các lựa chọn thay thế vì các máy tính khác trong đám mây có thể bù khi một phần cứng bị hỏng. Ngoài ra, sự gián đoạn quyền lực địa phương hoặc thậm chí là thảm họa tự nhiên ít gây ra vấn đề hơn đối với các trang web được lưu trữ trên đám mây, vì lưu trữ đám mây được phân cấp. Cloud hosting cũng cho phép các nhà cung cấp chỉ tính phí người dùng đối với tài nguyên mà người dùng sử dụng, thay vì một khoản phí cố định cho số tiền mà người dùng mong đợi họ sẽ sử dụng hoặc đầu tư phần cứng trả trước có chi phí cố định. Ngoài ra, việc thiếu tập trung hóa có thể khiến người dùng ít kiểm soát hơn về vị trí dữ liệu của họ có thể là vấn đề đối với người dùng có vấn đề về bảo mật hoặc quyền riêng tư.

### Lưu trữ cụm
Có nhiều máy chủ lưu trữ cùng một nội dung để sử dụng tài nguyên tốt hơn. Các máy chủ cụm là một giải pháp hoàn hảo cho lưu trữ chuyên dụng có tính sẵn sàng cao hoặc tạo ra một giải pháp lưu trữ web có thể mở rộng. Một cụm có thể tách biệt phục vụ web từ khả năng lưu trữ cơ sở dữ liệu. (Thông thường các máy chủ web sử dụng lưu trữ phân cụm cho các gói lưu trữ được chia sẻ của họ, vì có nhiều lợi ích cho việc quản lý hàng loạt khách hàng).

### Lưu trữ lưới
Hình thức lưu trữ phân tán này là khi một cụm máy chủ hoạt động như một lưới và bao gồm nhiều nút.

### Máy chủ tại nhà
Thông thường, một máy duy nhất được đặt trong nhà riêng có thể được sử dụng để lưu trữ một hoặc nhiều trang web từ kết nối băng thông rộng thường dành cho người tiêu dùng. Đây có thể là các máy được xây dựng có mục đích hoặc các PC cũ hơn. Một số ISP chủ động cố gắng chặn các máy chủ gia đình bằng cách không cho phép các yêu cầu đến cổng TCP 80 của kết nối người dùng và từ chối cung cấp địa chỉ IP tĩnh. Một cách phổ biến để đạt được tên máy chủ DNS đáng tin cậy là tạo tài khoản với dịch vụ DNS động. Dịch vụ DNS động sẽ tự động thay đổi địa chỉ IP mà URL trỏ đến khi địa chỉ IP thay đổi.